# Wojna syjamsko-kambodżańska (1587)
Wojna syjamsko-kambodżańska – krótkotrwała wojna spowodowana kambodżańską inwazją i zakończona tajskim zwycięstwem w 1587. 
W roku 1584 książę Naret – późniejszy król Syjamu Naresuan – ogłosił niezależność Królestwa Ajutthaja spod władzy Birmy. Birmański król Nanda Bayin uderzył na Syjam dążąc do połączenia sił z armią państwa Chiang Mai, ale syjamski dowódca zdołał temu zapobiec, bijąc obie armie osobno. Dwa lata później kolejna inwazja birmańska wkroczyła do Syjamu, i obległ Ajutthaję przez pięć miesięcy wiosną 1587 roku. Źle zorganizowane oblężenie zakończyło się porażką Birmańczyków, którzy zmuszeni zostali do odwrotu.
Od całkowitej klęski uratował ich zapewne fakt, że w międzyczasie na Syjam uderzyły także wojska khmerskie pod wodzą króla Satthy. Satta zajął miasto Prachim i Naret, zamiast ścigać Birmańczyków, musiał zwrócić się na południe. Jego kampania okazała się dużym sukcesem: odbił Prachim, zajął Battambang oraz Pursat i doszedł do stolicy kraju Logvek, którą obległ. Z uwagi na problemy zaopatrzeniowe wydał jednak rozkaz odwrotu do Syjamu, przyrzekając jednak zemstę królowi Sattcie, co doprowadziło do wojny w 1593 roku